# Pueblo
『Pueblo』（プエブロ、英語: The Return to Dreams）は、ウズベクフィルムとKimi Meguroによる2016年から2022年にかけて製作されたウズベキスタン、日本、スペイン、アルゼンチン合作映画である。
2023年、製作国のひとつであるウズベキスタンの複合型芸術祭の映画部門「Cinema Love」クロージング作品。

## 概要
製作会社は黒沢清監督作品『旅のおわり世界のはじまり』のウズベクフィルム。
1968年から1997年までモスクワ国際映画祭の偶数年版として開催されていた、アジア・アフリカ・ラテンアメリカ諸国映画祭（英語版）（タシケント映画祭）にKimi Meguroが招待され、2021年に中央アジア、ヨーロッパを撮影。
世界の4つのエリアで撮影されたフィクション作品である。
ウズベキスタンのホラズム地方では、ユネスコ世界遺産であるイチャン・カラ、トルコでは、イスタンブール国際空港の一部でオープニングが撮影された。

## コンセプト
世界三大宗教ともいわれる、仏教、キリスト教、イスラム教のそれぞれの地域を、複数の世代の視点から描いたショートフィルムである。
アメリカの学生映画祭 SWIFF での受賞時には、「視覚的なストーリーテリングはエレガントで微妙なニュアンスがあり、観客はこの映画をさまざまなレベルで解釈し、楽しむことができます。」とのコメントが、審査員からあった。
韓国の全州国際短編映画祭では、R-15指定での上映となった。

## スタッフ
- 監督・製作・脚本：Kimi Meguro（スペイン語版）
- 音楽：David Torrico
- ポスター：Bruno Ruiz
- タシケント映画祭（ロシア語版）ラボのメンター (2021年)：リュック・ベッソン

## キャスト
- Alisher Yo'ldoshev
- Kimi Meguro（フランス語版）
- Gulchexra Madaminova
- Jean-Paul Richard

## 受賞・ノミネート
- 第22回 Festival Nacional de Cinema de Guaíba[5]（Alternativa Experimental 部門、第51回グラマド映画祭公認）
- 第16回 Festival Angaelica（クリエイターズ・コミュニティ・ラボ選出）
- Student World Impact Film Festival（フランス語版）（Quarter-Finalist 賞、ベストコメディ部門）
- IMDb ウズベキスタンショートフィルム 第1位（Popularity Meter、2023年5月から8月)
- 第20回 Cinemadamare（ラボ選出、第79回ヴェネツィア国際映画祭参加イベント）
- Cinema Love（クロージング作品)
- 第13回 タシケント国際映画祭ラボ（35歳以下日本人監督代表として参加）
- 第6回 全州国際短編映画祭ファイナリスト15作品（インターナショナル・コンペティション）